# Cyperus refractus
Cyperus refractus là loài thực vật có hoa trong họ Cói. Loài này được Engelm. ex Boeckeler mô tả khoa học đầu tiên năm 1870.